# Nils Fredrik Gladheim
Nils Fredrik Gladheim, född 19 september 1787 i Vånga församling, Östergötlands län, död 12 november 1855 i Marbäcks församling, Jönköpings län, var en svensk präst.

## Biografi
Nils Fredrik Gladheim föddes 1787 i Vånga församling. Han var son till inspektoren Anton Gladheim och Brita Persdotter. Gladheim blev 1811 student vid Uppsala universitet och prästvigdes 4 december 1814. Han blev brukspredikant vid Bruzaholms bruk. Från 1815 var han även extra ordinarie predikant vid Smålands infanteriregemente. Sistnämnda år blev han vikarierande pastor i Slaka församling under riksdagen 1815. Gladheim blev pastorsadjunkt i Askeryds församling 1818 och i Säby församling 1819. Han blev 1819 kyrkoherde i Marbäcks församling och var även från sistnämnda år vikarierande pastor i Säby församling. År 1839 blev han vikarierande kontraktsprost i Norra Vedbo kontrakt, ordinarie från den 8 maj. Gladheim avled 1855 i Marbäcks församling.